# باتريك مالون (سياسي)
باتريك مالون (بالإنجليزية: Patrick Malone)‏ هو فلاح وسياسي أيرلندي، ولد في 30 مايو 1916 في جمهورية أيرلندا، وتوفي في 3 ديسمبر 1993. حزبياً، نشط في فاين جايل.

## مناصب
- انتخب عضو مجلس الشيوخ من أيرلندا عن دائرة القائمة الزراعية [الإنجليزية]‏ وقد انضم خلال فترته النيابية ‏ (23 يونيو 1965 – 24 يوليو 1969) للكتلة البرلمانية فاين جايل.
- انتخب عضو مجلس الشيوخ من أيرلندا عن دائرة اللجنة الإدارية [الإنجليزية]‏ وقد انضم خلال فترته النيابية ‏ (5 نوفمبر 1969 – 14 أبريل 1970) للكتلة البرلمانية فاين جايل.
- في انتخابات تكميلية، انتخب نائب دييل عن دائرة Kildare (Dáil constituency) [الإنجليزية]‏ وقد انضم خلال فترته النيابية ‏ (14 أبريل 1970 – 5 فبراير 1973) للكتلة البرلمانية فاين جايل.
- في الانتاخابات العمومية الإيرلندية 1973 [الإنجليزية]‏، انتخب نائب دييل عن دائرة Kildare (Dáil constituency) [الإنجليزية]‏ وقد انضم خلال فترته النيابية ‏ (14 مارس 1973 – 25 مايو 1977) للكتلة البرلمانية فاين جايل.